# Hans Jacob Uhle
Hans Jacob Uhle (getauft am 8. November 1653 in Hannover; † 16. Juni 1702 ebenda) war ein deutscher Bildhauer.

## Leben
Uhle war im 17. Jahrhundert in Hannover ein viel beschäftigter Bildhauer und schuf vor allem Grabsteine und Denkmäler für Kirchen und Friedhöfe in Hannover sowie im Umland der Region Hannover.
Werke

Von Uhles Werken sind insbesondere erhalten:
- in der Klosterkirche Marienwerder das Epitaph für die Priorin Clara Eleonora von Ilten aus dem Jahre 1694[1]
- 1684 datiertes und mit der Künstlersignatur aus den verschlungenen Buchstaben „H. J. U.“ versehenes Standmal für den Schustermeister Hans Hagen (1627–1716) und dessen Ehefrau Margareta Wietgrefe an der Nikolaikapelle[2]

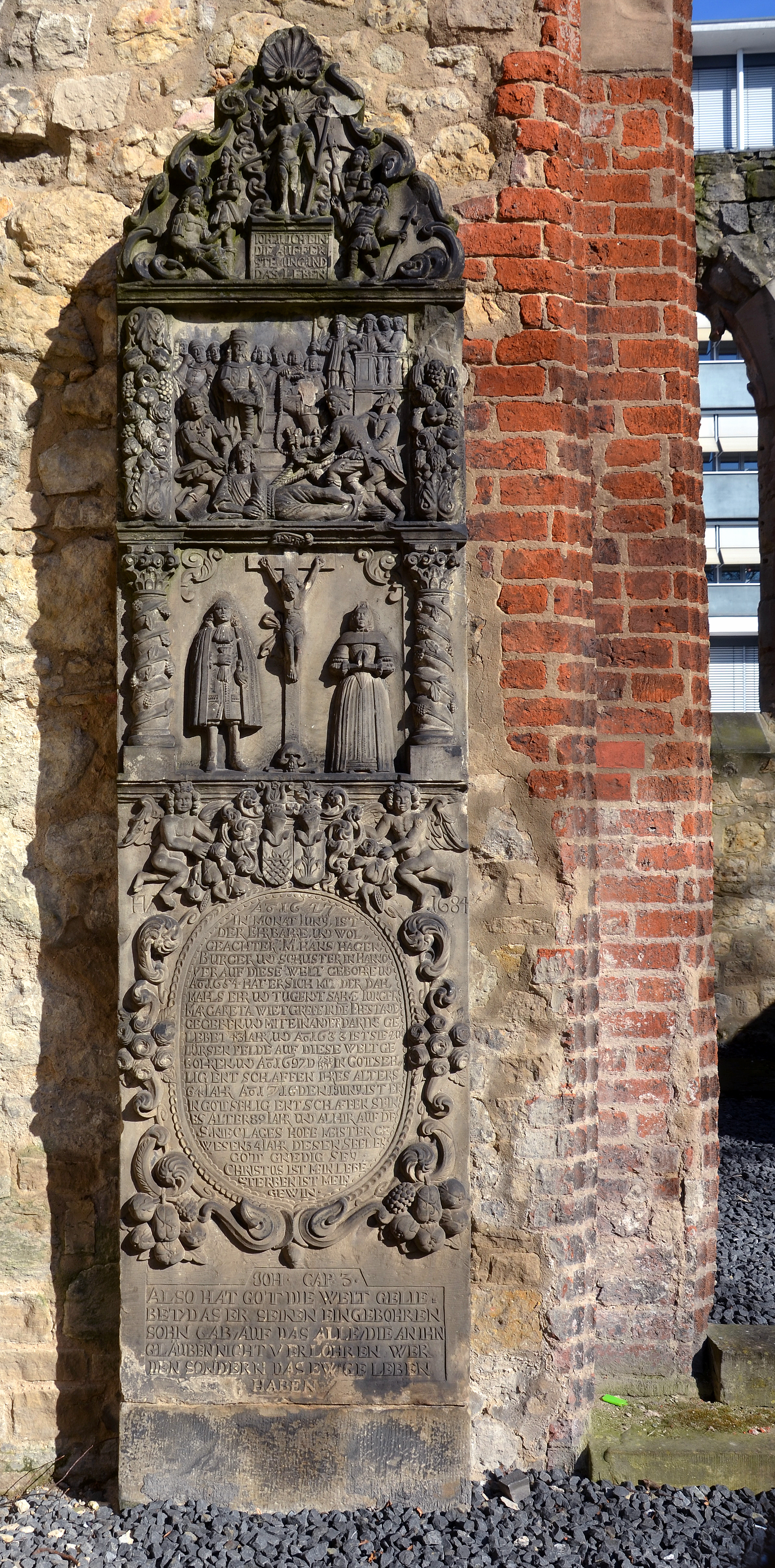
1684 datiertes Standmal für Hans Hagen und dessen Ehefrau mit der Künstlersignatur H. J. U. in der Nikolaikapelle in Hannover
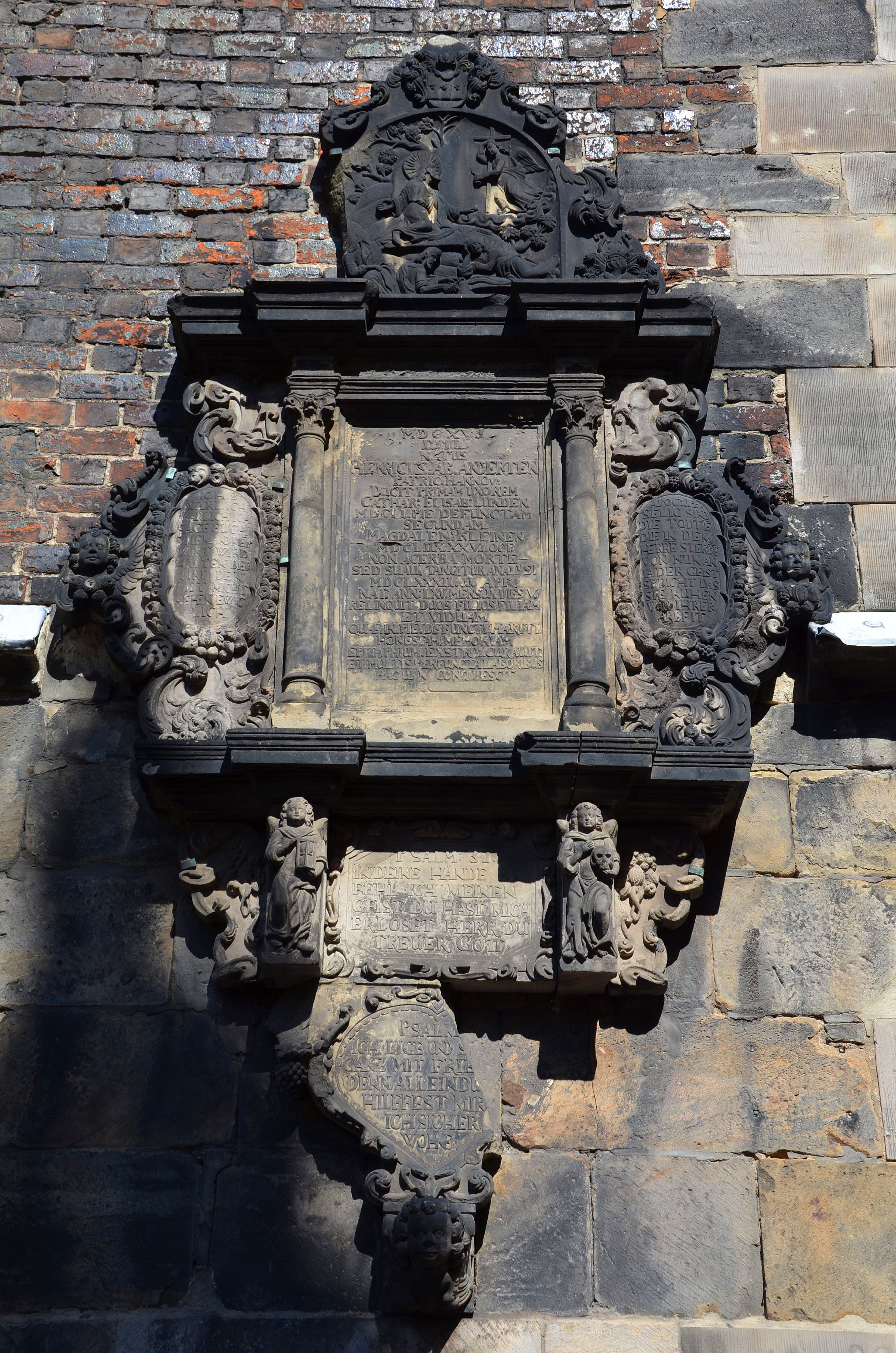
Uhle zugeschrieben: Epitaph für (Hinricus) Heinrich von Anderten († 1682) an der Marktkirche von Hannover

## Uhlestraße
Die 1934 angelegte Uhlestraße im hannoverschen Stadtteil Groß-Buchholz ist nach dem Bildhauer benannt.